# Callian, Gers
Callian är en kommun i departementet Gers i regionen Occitanien i sydvästra Frankrike. Kommunen ligger i kantonen Vic-Fezensac som tillhör arrondissementet Auch. År 2022 hade Callian 53 invånare.

## Befolkningsutveckling
Antalet invånare i kommunen Callian
Referens:INSEE